# موريس هاميلتون
موريس هاميلتون هو سياسي كندي، ولد في 4 مارس 1923 في بيمبروك في كندا، وتوفي في 24 يونيو 1976 في كندا. حزبياً، نشط في حزب أونتاريو المحافظ التقدمي. وقد انتخب عضو برلمان مقاطعة أونتاريو.